# Presidencia Roque Sáenz Peña
Presidencia Roque Sáenz Peña is een plaats in het Argentijnse bestuurlijke gebied Comandante Fernández in de provincie Chaco. De plaats telt 76.794 inwoners.
De stad is sinds 1963 de zetel van een rooms-katholiek bisdom.